# Риблон, Кристоф
Кристоф Риблон (фр. Christophe Riblon, 17 января 1981 года, Трамбле-ан-Франс, Франция) — французский профессиональный шоссейный и трековый велогонщик.

## Биография
Стал профессиональным велогонщиком в 2005 году когда перешёл в Ag2r Prévoyance.
Его главные достижения — победы на этапах Тур де Франс в 2010 году и юбилейном 100-м 2013 году.

Знаете, у меня были разные ощущения на протяжении этого «Тура». Перед стартом в веломногодневке у меня были плохие результаты. Когда понял, что не могу занять высокое место в генеральной квалификации, то нацелился на победу на этапе. Был уверен, что на этом этапе Контадор рассчитывает финишировать первым. Поэтому надо было сделать задел. Я с самого начала карьеры мечтал о такой победе. Всю жизнь ждал этого. Посвящаю эту победу своей семье — жене и дочке.
— Кристоф Риблон в эфире телеканала «Евроспорт», 2010 год

## Достижения

### Шоссе
2004
- Чемпион Франции в групповой гонке среди любителей

2006
- Круг Лотарингии — этап 1

2007
- Тур Соммы

2009
- Рут дю Сюд — этап 3

2010
- Тур де Франс — этап 14
- Петли Южного Ардеша

2013
- Тур де Франс — этап 18

### Трек
2008
- UCI Чемпионат мира по трековым велогонкам, Гонка по очкам — 2ое место

2010
- UCI Чемпионат мира по трековым велогонкам, Мэдисон — 2ое место

## Статистика выступлений наГранд Турах
| Гранд Тур | 2007 | 2008 | 2009 | 2010 | 2011 | 2012 | 2013 | 2014 | 2015 | 2016 | 2017 |
| --------- | ---- | ---- | ---- | ---- | ---- | ---- | ---- | ---- | ---- | ---- | ---- |
| Джиро     | 82   | -    | -    | -    | -    | -    | -    | -    | -    | -    | -    |
| Тур       | -    | 137  | 82   | 28   | 51   | 73   | 37   | 120  | 68   | -    | -    |
| Вуэльта   | -    | -    | 46   | 130  | -    | 162  | -    | -    | -    | 153  | -    |